# Veliko Tarnovo (oblast)
L'oblast de Veliko Tarnovo est l'un des 28 oblasts(« province », « région », « district ») de Bulgarie. Son chef-lieu est la ville de Veliko Tarnovo.

## Géographie

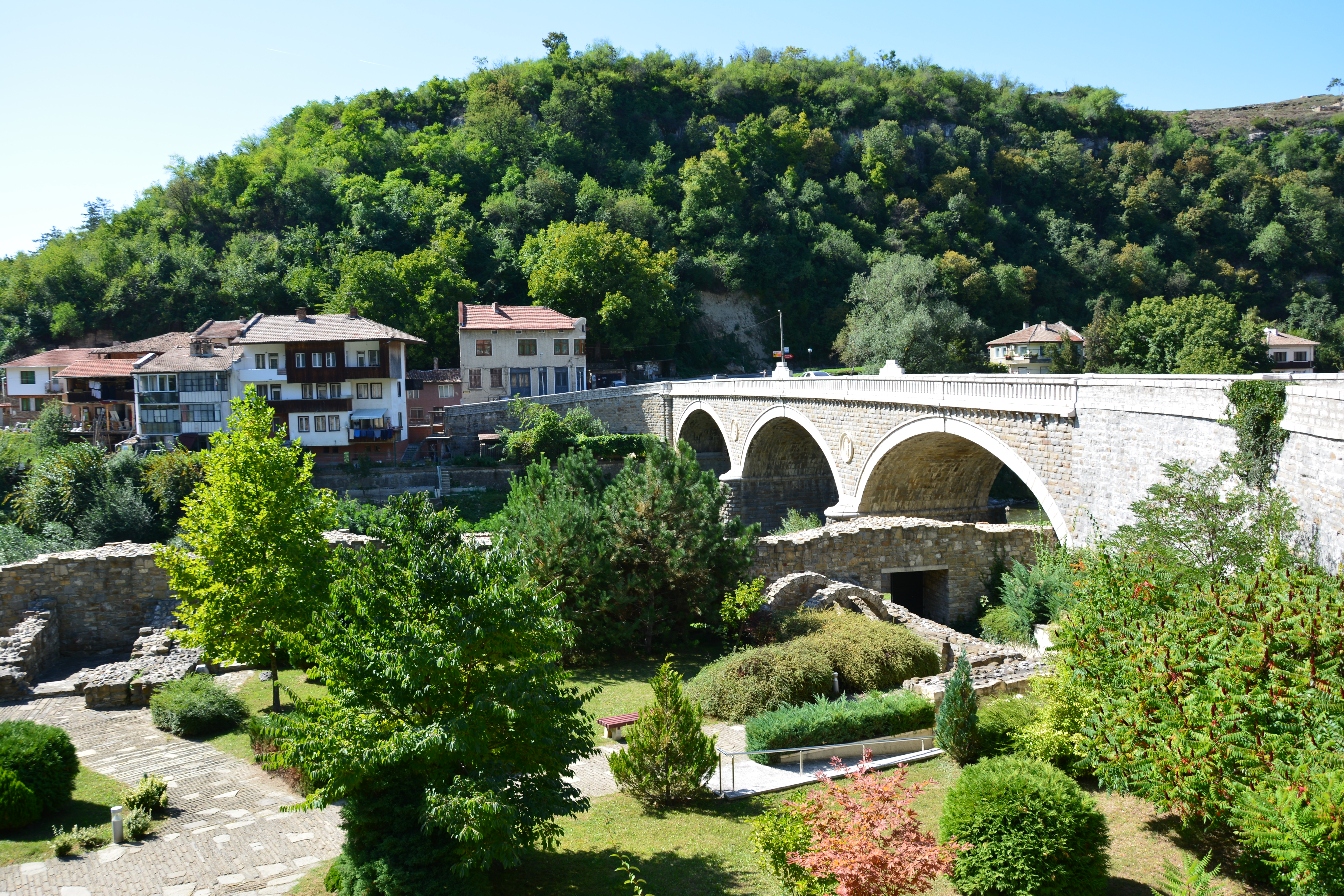
Pont Vladishki

La superficie de l'oblast est de 4 661,6 km2.

## Démographie
Lors d'un recensement récent, la population s'élevait à 291 121 hab., soit une densité de population de 62,45 hab./km2.

## Administration
L'oblast est administré par un « gouverneur régional » (en bulgare Областен управител), dont le rôle est plus ou moins comparable à celui d'un préfet de département en France. En mai 2006, le gouverneur était Tochko Asparoukhov Nikiforov (en bulgare : Тошко Аспарухов Никифоров).

## Subdivisions
L'oblast regroupe dix municipalités (en bulgare, община – obchtina – au singulier, Общини – obchtini – au pluriel), au sein desquelles chaque ville et village conserve une personnalité propre, même si une intercommunalité semble avoir existé dès le milieu du XIXe siècle :
1. Elena (Елена), 2. Gorna Oryakhovitsa (Горна Оряховица),
3. Lyaskovets (Лясковец), 4. Pavlikeni (Павликени),
5. Polski Trambech (Полски Тръмбеш), 6. Soukhindol (Сухиндол),
7. Strajitsa (Стражица), 8. Svichtov (Свищов),
9. Veliko Tarnovo (Велико Търново), 10. Zlataritsa (Златарица).

## Liste détaillée des localités
Les noms de localités en caractères gras ont le statut de ville (en bulgare : град, translittéré en grad). Les autres localités ont le statut de village (en bulgare : село translittéré en selo).
Les noms de localités s'efforcent de suivre, dans la translittération en alphabet latin, la typographie utilisée par la nomenclature bulgare en alphabet cyrillique, notamment en ce qui concerne l'emploi des majuscules (certains noms de localités, visiblement formés à partir d'adjectifs et/ou de noms communs, ne prennent qu'une majuscule) ou encore les espaces et traits d'union (ces derniers étant rares sans être inusités). Chaque nom translittéré est suivi, entre parenthèses, du nom bulgare original en alphabet cyrillique.

### Elena (obchtina)
L'obchtina d'Elena groupe une ville, Elena, et 123 villages :
Aplatsi (Аплаци) ·
Badevtsi (Бадевци) ·
Baevtsi (Баевци) ·
Bagalevtsi (Багалевци) ·
Bajdari (Баждари) ·
Baloutsi (Балуци) ·
Bebrovo (Беброво) ·
Beïkovtsi (Бейковци) ·
Berkovtsi (Берковци) ·
Blaskovtsi (Блъсковци) ·
Bogdansko (Богданско) ·
Boïkovtsi (Бойковци) ·
Bosevtsi (Босевци) ·
Bouïnovtsi (Буйновци) ·
Bratchkovtsi (Бръчковци) ·
Brezovo (Брезово) ·
Byalkovtsi (Бялковци) ·
Chiliveri (Шиливери) ·
Chilkovtsi (Шилковци) ·
Choubetsi (Шубеци) ·
Daïnovtsi (Дайновци) ·
Darlevtsi (Дърлевци) ·
Daveri (Давери) ·
Debeli rat (Дебели рът) ·
Dobrevtsi (Добревци) ·
Dolni Maryan (Долни Марян) ·
Dolni Tantchevtsi (Долни Танчевци) ·
Donkovtsi (Донковци) ·
Doukovtsi (Дуковци) ·
Draganoskovtsi (Драганосковци) ·
Draganovtsi (Драгановци) ·
Dragiïtsi (Драгийци) ·
Dragnevtsi (Драгневци) ·
Drenta (Дрента) ·
Elena (Елена) ·
Gabraka (Габрака) ·
Ganev dol (Ганев дол) ·
Gardevtsi (Гърдевци) ·
Glogovets (Глоговец) ·
Golemani (Големани) ·
Gorni kraï (Горни край) ·
Gorni Tanchevtsi (Горни Танчевци) ·
Gorska (Горска) ·
Gramatitsi (Граматици) ·
Ignatovtsi (Игнатовци) ·
Ilakov rat (Илаков рът) ·
Iliyouvtsi (Илиювци) ·
Ivanivanovtsi (Иванивановци) ·
Kamenari (Каменари) ·
Kantari (Кантари) ·
Karaivantsi (Караиванци) ·
Karandili (Карандили) ·
Khanevtsi (Хъневци) ·
Kharvalovtsi (Харваловци) ·
Khristovtsi (Христовци) ·
Kirevtsi (Киревци) ·
Kojlyuvtsi (Кожлювци) ·
Kolari (Колари) ·
Konstantin (Константин) ·
Kosevtsi (Косевци) ·
Kostel (Костел) ·
Kotoutsi (Котуци) ·
Kozya reka (Козя река) ·
Krilyouvtsi (Крилювци) ·
Kroumtchevtsi (Крумчевци) ·
Lazartsi (Лазарци) ·
Lesitche (Лесиче) ·
Maïsko (Майско) ·
Makhalnitsi (Махалници) ·
Marafeltsi (Марафелци) ·
Marinovtsi (Мариновци) ·
Martvinata (Мъртвината) ·
Maryan (Марян) ·
Miïkovtsi (Мийковци) ·
Minevtsi (Миневци) ·
Mirtchovtsi (Мирчовци) ·
Nechevtsi (Нешевци) ·
Nedyalkovtsi (Недялковци) ·
Nikolovtsi (Николовци) ·
Nikoltchovtsi (Николчовци) ·
Nitchovtsi (Ничовци) ·
Nyouchkovtsi (Нюшковци) ·
Ougoryalkovtsi (Угорялковци) ·
Palitsi (Палици) ·
Papratliva (Папратлива) ·
Peïkovtsi (Пейковци) ·
Petkovtsi (Петковци) ·
Poprousevtsi (Попрусевци) ·
Popska (Попска) ·
Radovtsi (Радовци) ·
Raïnovtsi (Райновци) ·
Ralinovtsi (Ралиновци) ·
Rayouvtsi (Раювци) ·
Rebrevtsi (Ребревци) ·
Roukhovtsi (Руховци) ·
Sabkovtsi (Събковци) ·
Soultani (Султани) ·
Sredni kolibi (Средни колиби) ·
Stoïchevtsi (Стойчевци) ·
Stoyanovtsi (Стояновци) ·
Svetoslavtsi (Светославци) ·
Tanki rat (Тънки рът) ·
Tarkacheni (Търкашени) ·
Tchakali (Чакали) ·
Tchavdartsi (Чавдарци) ·
Tcherni dyal (Черни дял) ·
Tchervenkovtsi (Червенковци) ·
Titevtsi (Титевци) ·
Todyouvtsi (Тодювци) ·
Tombeto (Томбето) ·
Topouzi (Топузи) ·
Toumbevtsi (Тумбевци) ·
Trankovtsi (Трънковци) ·
Tsveklyouvtsi (Цвеклювци) ·
Valeto (Валето) ·
Valtchovtsi (Вълчовци) ·
Valtchovtsi makhala (Вълчовци махала) ·
Varzilkovtsi (Вързилковци) ·
Velkovtsi (Велковци) ·
Velyouvtsi (Велювци) ·
Veselina (Веселина) ·
Visokovtsi (Високовци) ·
Yakovtsi (Яковци) ·
Zelenik (Зеленик)

### Gorna Oryakhovitsa (obchtina)
L'obchtina de Gorna Oryakhovitsa groupe deux villes – Gorna Oryakhovitsa et Dolna Oryakhovitsa –, et 12 villages :
Dolna Oryahovitsa (Долна Оряховица) ·
Draganovo (Драганово) ·
Gorna Oryahovitsa (Горна Оряховица) ·
Gorski Dolen Trambesh (Горски Долен Тръмбеш) ·
Gorski Goren Trambesh (Горски Горен Тръмбеш) ·
Kroucheto (Крушето) ·
Paisiï (Паисий) ·
Parvomaïtsi (Първомайци) ·
Pisarevo (Писарево) ·
Polikraichte (Поликрайще) ·
Pravda (Правда) ·
Strelets (Стрелец) ·
Varbitsa (Върбица) ·
Yantra (Янтра)

### Lyaskovets (obchtina)
L'obchtina de Lyaskovets groupe une ville, Lyaskovets, et cinq villages :
Djoulyounitsa (Джулюница) ·
Dobri dyal (Добри дял) ·
Dragijevo (Драгижево) ·
Kozarevets (Козаревец) ·
Lyaskovets (Лясковец) ·
Merdanya (Мерданя)

### Pavlikeni (obchtina)
L'obchtina de Pavlikeni groupe deux villes – Pavlikeni et Byale tcherkva –, et 18 villages :
Batak (Батак) ·
Boutovo (Бутово) ·
Byala Tcherkva (Бяла Черква) ·
Daskot (Дъскот) ·
Dimtcha (Димча) ·
Dolna Lipnitsa (Долна Липница) ·
Gorna Lipnitsa (Горна Липница) ·
Karaisen (Караисен) ·
Lesitcheri (Лесичери) ·
Mikhaltsi (Михалци) ·
Mousina (Мусина) ·
Nedan (Недан) ·
Paskalevets (Паскалевец) ·
Patrech (Патреш) ·
Pavlikeni (Павликени) ·
Rositsa (Росица) ·
Slomer (Сломер) ·
Stambolovo (Стамболово) ·
Varbovka (Върбовка) ·
Vichovgrad (Вишовград)

### Polski Trambech (obchtina)
L'obchtina de Polski Trambech groupe une ville, Polski Trambech, et 14 villages :
Ivantcha (Иванча) ·
Karantsi (Каранци) ·
Klimentovo (Климентово) ·
Koutsina (Куцина) ·
Maslarevo (Масларево) ·
Obedinenie (Обединение) ·
Orlovets (Орловец) ·
Pavel (en) (Павел) ·
Petko Karavelovo (Петко Каравелово) ·
Polski Senovets (Полски Сеновец) ·
Polski Trambech (Полски Тръмбеш) ·
Radanovo (Раданово) ·
Stefan Stambolovo (Стефан Стамболово) ·
Strakhilovo (Страхилово) ·
Varzoulitsa (Вързулица)

### Soukhindol (obchtina)
L'obchtina de Soukhindol groupe une ville, Soukhindol, et cinq villages :
Byala reka (Бяла река) ·
Gorsko Kalougerovo (Горско Калугерово) ·
Gorsko Kosovo (Горско Косово) ·
Koevtsi (Коевци) ·
Krasno gradichte (Красно градище) ·
Soukhindol (Сухиндол)

### Strajitsa (obchtina)
L'obchtina de Strajitsa groupe une ville, Strajitsa, et vingt-et-un villages :
Asenovo (Асеново) ·
Balkantsi (Балканци) ·
Blagoevo (Благоево) ·
Bryagovitsa (Бряговица) ·
Gorski Senovets (Горски Сеновец) ·
Jelezartsi (Железарци) ·
Kamen (Камен) ·
Kavlak (Кавлак) ·
Kesarevo (Кесарево) ·
Lozen (Лозен) ·
Lyoubentsi (Любенци) ·
Mirovo (Мирово) ·
Nikolaevo (Николаево) ·
Nova Varbovka (Нова Върбовка) ·
Novo gradichte (Ново градище) ·
Souchitsa (Сушица) ·
Strajitsa (Стражица) ·
Temenouga (Теменуга) ·
Tsarski izvor (Царски извор) ·
Vinograd (Виноград) ·
Vladislav (Владислав) ·
Vodno (Водно)

### Svichtov (obchtina)
L'obchtina de Svichtov groupe une ville, Svichtov, et 15 villages :
Alekovo (Алеково) ·
Aleksandrovo (Александрово) ·
Balgarsko Slivovo (Българско Сливово) ·
Delyanovtsi (Деляновци) ·
Dragomirovo (Драгомирово) ·
Gorna Stoudena (Горна Студена) ·
Khadjidimitrovo (Хаджидимитрово) ·
Kozlovets (Козловец) ·
Morava (Морава) ·
Orech (Ореш) ·
Ovtcha mogila (Овча могила) ·
Sovata (Совата) ·
Svichtov (Свищов) ·
Tchervena (Червена) ·
Tsarevets (Царевец) ·
Vardim (Вардим) ·

### Veliko Tarnovo (obchtina)

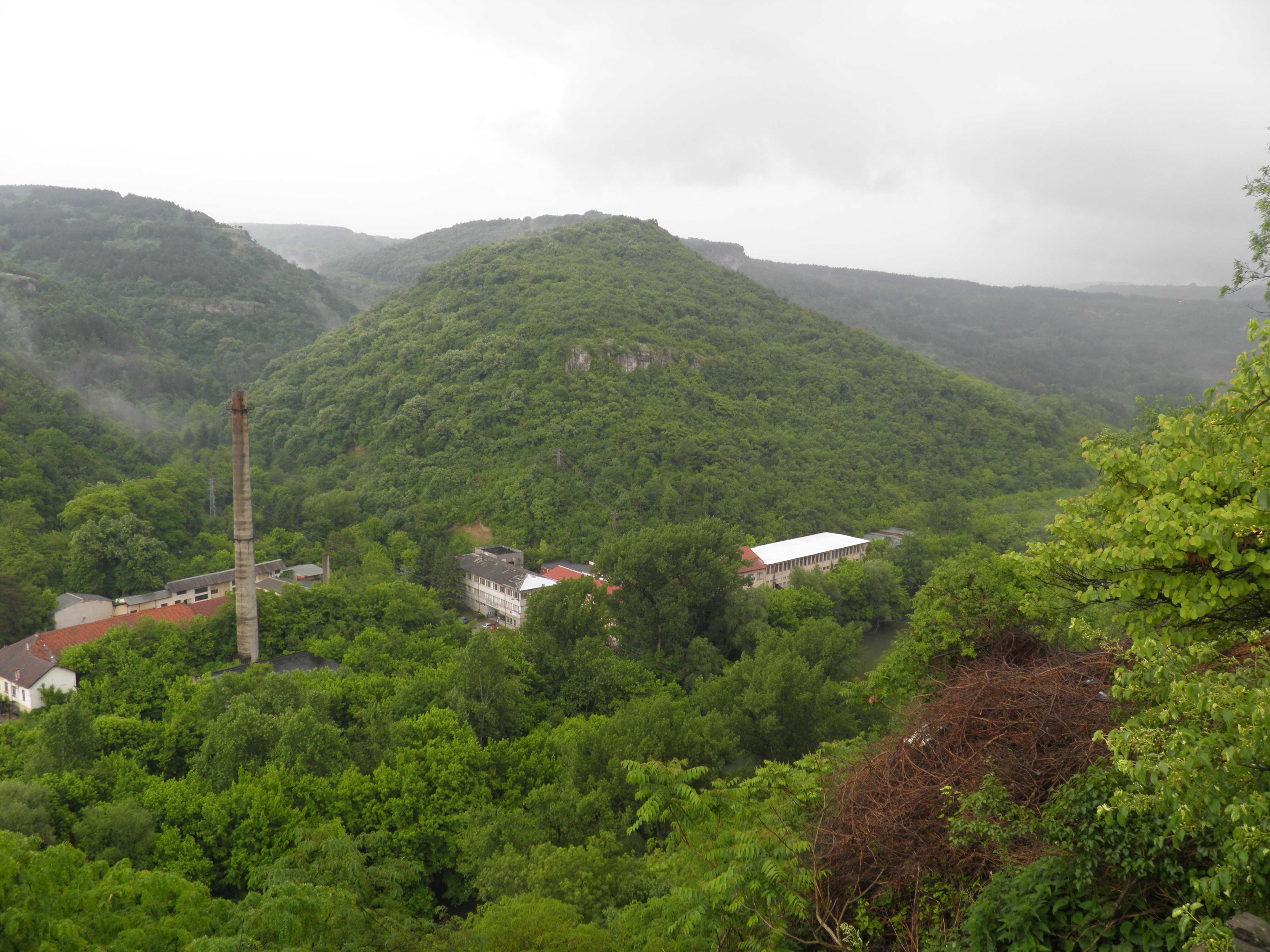
La colline de la forteresse Devingrad, à Veliko Tarnovo.

L'obchtina de Veliko Tarnovo groupe trois villes – Veliko Tarnovo, Debelets et Kilifarevo –, et 86 villages :
Arbanasi (Арбанаси) ·
Balvan (Балван) ·
Beltchevtsi (Белчевци) ·
Belyakovets (Беляковец) ·
Bijovtsi (Бижовци) ·
Boïtchevi kolibi (Бойчеви колиби) ·
Boïtchovtsi (Бойчовци) ·
Botchkovtsi (Бочковци) ·
Boukovets (Буковец) ·
Boyanovtsi (Бояновци) ·
Brankovtsi (Бранковци) ·
Chemchevo (Шемшево) ·
Cheremetya (Шереметя) ·
Chodekovtsi (Шодековци) ·
Debelets (Дебелец) ·
Detchkovtsi (Дечковци) ·
Devetatsite (Деветаците) ·
Dimitrovtsi (Димитровци) ·
Dimovtsi (Димовци) ·
Ditchin (Дичин) ·
Doïnovtsi (Дойновци) ·
Dolen Enevets (Долен Еневец) ·
Dolni Damyanovtsi (Долни Дамяновци) ·
Dounavtsi (Дунавци) ·
Emen (Емен) ·
Gabrovtsi (Габровци) ·
Gachtevtsi (Гащевци) ·
Golemanite (Големаните) ·
Goranovtsi (Горановци) ·
Goren Enevets (Горен Еневец) ·
Ilevtsi (Илевци) ·
Ïovtchevtsi (Йовчевци) ·
Ivanovtsi (Ивановци) ·
Kapinovo (Къпиново) ·
Khotnitsa (Хотница) ·
Kilifarevo (Килифарево) ·
Kisyovtsi (Кисьовци) ·
Kladni dyal (Кладни дял) ·
Klachka reka (Клъшка река) ·
Koutsarovtsi (Куцаровци) ·
Lagerite (Лагерите) ·
Ledenik (Леденик) ·
Malki Tchiflik (Малки Чифлик) ·
Maltchovtsi (Малчовци) ·
Margovtsi (Марговци) ·
Mindya (Миндя) ·
Michemorkov khan (Мишеморков хан) ·
Momin sbor (Момин сбор) ·
Natsovtsi (Нацовци) ·
Nikyup (Никюп) ·
Novo selo (Ново село) ·
Osenarite (Осенарите) ·
Ouchevtsi (Ушевци) ·
Parovtsi (Пъровци) ·
Piramidata (Пирамидата) ·
Plakovo (Плаково) ·
Pojernik (Пожерник) ·
Popovtsi (Поповци) ·
Pouchevo (Пушево) ·
Prisovo (Присово) ·
Prodanovtsi (Продановци) ·
Ptchelichte (Пчелище) ·
Rachevtsi (Рашевци) ·
Radkovtsi (Радковци) ·
Raïkovtsi (Райковци) ·
Resen (Ресен) ·
Rousalya (Русаля) ·
Rouskovtsi (Русковци) ·
Samovodene (Самоводене) ·
Samsiite (Самсиите) ·
Sarnentsi (Сърненци) ·
Seïmenite (Сеймените) ·
Semkovtsi (Семковци) ·
Soukha reka (Суха река) ·
Terziite (Терзиите) ·
Todorovtsi (Тодоровци) ·
Tseperanite (Цепераните) ·
Tserova koriya (Церова кория) ·
Tsonkovtsi (Цонковци) ·
Vaglevtsi (Въглевци) ·
Varlinka (Върлинка) ·
Veliko Tarnovo (Велико Търново) ·
Veltchevo (Велчево) ·
Vetrintsi (Ветринци) ·
Vilare (Виларе) ·
Vodoleï (Водолей) ·
Voïneja (Войнежа) ·
Voneshta Voda (Вонеща вода) ·
Yalovo (Ялово)

### Zlataritsa (obchtina)
L'obchtina de Zlataritsa groupe une ville, Zlataritsa, et 23 villages :
Dalgi pripek (Дълги припек) ·
Dedina (Дедина) ·
Dedintsi (Дединци) ·
Delova makhala (Делова махала) ·
Dolno Chivatchevo (Долно Шивачево) ·
Dourovtsi (Дуровци) ·
Gorna Khadjiïska (Горна Хаджийска) ·
Gorsko novo selo (Горско Ново село) ·
Gorsko Pisarevo (Горско Писарево) ·
Kalaïdjii (Калайджии) ·
Novogortsi (Новогорци) ·
Ovochtna (Овощна) ·
Ravnovo (Равново) ·
Razsokha (Разсоха) ·
Rekitchka (Рекичка) ·
Rezatch (Резач) ·
Rodina (Родина) ·
Rosno (Росно) ·
Slivovitsa (Сливовица) ·
Sredno selo (Средно село) ·
Tchechma (Чешма) ·
Tchistovo (Чистово) ·
Tchoukata (Чуката) ·
Zlataritsa (Златарица)